# Amel Bouchoucha
Pour les articles homonymes, voir Bouchoucha.
Amel Bouchoucha (en arabe : أمل بوشوشة), née le 25 juillet 1982 née à Oran,,, est une actrice et chanteuse algérienne.

## Biographie
Elle née à Oran le 25 juillet 1982. En 2015, elle épouse l'homme d'affaires libanais Waleed Awada, originaire de Nabatieh. Elle eu fille, nommée Léa en 2017.

## Carrière

### Star Académie
Amal s'est fait connaître après avoir participé à la 5e saison de la Star Academy Arab World, représentant son pays d'origine, l'Algérie. Au cours de son passage dans l'émission, sa popularité à rapidement augmenté.
Durant son passage à Star Academy, son répertoire se composait principalement de chansons en arabe et en français.
Amal a été nommée 3 fois au cours de la saison, la première fois lors du 8e Prime de l'émission contre le candidat palestinien Zaher Saleh et la candidate marocaine Asma Bassite. Lors de la séance de nomination, elle a interprété un tube populaire de Najwa Karam intitulé « Shou Hal Hala ». Plus tard, au cours de cette même période, elle partagera la scène avec le candidat égyptien Mirhan Hussein et l'artiste invitée Haifa Wehbe dans une reprise de la chanson classique de Warda Al-Jazairia "Ana Andi Baghbagan". Amal s'est ensuite produite en solo en chantant "Nadini" de Myriam Fares. À la fin du Prime, Amal a remporté la majorité des votes du public, ce qui lui a permis de se produire une semaine de plus.
Sa deuxième nomination lors du 12e prime de l'émission l'a opposée à la candidate marocaine Diaa Taybi et à la candidate tunisienne Amal Mahalaoui. À la fin du prime, elle fut sauvée une fois de plus par le public.
Sa troisième nomination lors du 13e prime de l'émission a entraîné son élimination surprise de la compétition car la candidate marocaine Diaa, à laquelle elle était opposée lors du prime précédent, a remporté la majorité des votes du public, laissant les autres étudiants choisir entre elle et la candidate palestinienne Zaher. La majorité des votes des étudiants sont allés à Zaher. Bien qu'elle ait été éliminée, Amal a quand même réussi à se faire remarquer en livrant une performance époustouflante lors du prime en se produisant aux côtés de la chanteuse égypto-canadienne Chantal Chamandy dans une reprise de "Helwa Ya Baladi" de Dalida.
Lors du dernier prime de l'émission qui a vu le couronnement du candidat tunisien Nader Guirat comme premier vainqueur maghrébin de l'émission, Amal a de nouveau honoré la scène en se produisant aux côtés de l'invitée internationale Tina Arena mais également aux côtés de son camarade de l'Académie Angel Mirhan Hussein dans une reprise de la chanson à succès de Sherine Abdel Wahab "Ana Sabry Aleel". Plus tard dans le prime, elle a partagé la scène une dernière fois avec ses camarades concurrents dans un hommage à l'icône égyptienne Abdel Halim Hafez en interprétant son tube classique "Wehyat Albi Wefraho".
Deux ans après son passage à la Star Academy, Amal a sorti le single "Batal El Alam Arabi" qui était un single de campagne montrant son soutien à l'équipe d'Algérie de football pendant la Coupe du monde 2010.

### En tant que présentateur de télévision
- 2008 : Hébergement du Top 20 sur Rotana[3]
- 2009 : Animation de Tir w Farqeh sur LBCI[3]
- 2014 : Animation de Mshabah alik avec Amr Youssef sur Abu Dhabi TV

## Filmographie

### Série
Amel Bouchoucha a contribué à plusieurs séries :
- 2010 : Dhakirat al-Jasad (anglais : Memories of the flesh) a adapté le roman Mémoires de la chair d'Ahlam Mosteghanemi[5],[6].
- 2011 : Djalasat Nesaiya (anglais : Women's Hearings)
- 2012 : Zaman Al Barghout (anglais : hours embers)
- 2013 : Teen Wolf (première série en anglais qu'elle a réalisée)
- 2013 : Taht El Ard (anglais : Underground)
- 2014 : Al Ikhwa (anglais : Brothers)
- 2015 : El Arab (anglais : The Godfather)
- 2016 : El Arab 2 (anglais : The Godfather 2)
- 2016 : Madraset Al Hob (anglais : The School of love)
- 2016 : Samarcande[7]
- 2017 : Ahl Al Gharam 3 [8]
- 2018 : Abo Omar El-Masry, basé sur deux romans à succès d' Ezzedine Choukri Fishere ; L'assassinat de Fakhredine (1995) et Abo Omar Al-Masry (2010)[9]
- 2019 : Dollar (série diffusée sur Netflix doublée en anglais, espagnol, turc, portugais, français et italien) [Voix de Heidi Brook Myers dans le doublage anglais]